# Georg Hempel (Künstler)
Georg Hempel (* 28. September 1894 in Hamburg; † 30. Dezember 1969) war ein deutscher Scherenschneider, Maler und Kunsthandwerker.

## Leben und Werk
Georg Hempel wurde 1894 in Hamburg-Altona geboren. Er war Soldat im Ersten Weltkrieg und begann in den Schützengräben und Unterständen mit dem Scherenschnitt.
Schnell wurde er so bekannt, dass 1921 Westermanns Monatshefte ausführlich über ihn berichteten. Im gleichen Jahr heiratete Hempel seine Frau Emmy (1895–1959) und zog 1923 mit ihr in die Steenkampsiedlung in die Straße Im Winkel 27 (heute Rosenwinkel 27), ein Wohnprojekt für Kriegsheimkehrer. Hier blieb er bis zu seinem Lebensende wohnen.
Den Lebensunterhalt verdiente er hauptsächlich mit Scherenschnitten, Buchillustrationen und kunstgewerblichen Arbeiten. Bei der allgemein schlechten wirtschaftlichen Lage dürfte das für eine junge Familie außerordentlich schwierig gewesen sein. Trotzdem entschied Hempel sich für ein Leben als freischaffender Künstler. Er hatte keine künstlerische Ausbildung und war Autodidakt.
Er stand der Deutschen Arbeiterjugend und Wandervogelbewegung sehr nahe und schmückte mit seinen Scherenschnitten zahlreiche Publikationen, die auf dieser Linie lagen. Auch mit Hermann Claudius arbeitete er immer wieder zusammen. Hempel fühlte sich der Arbeiterschaft verbunden und kam aus dem gewerkschaftlichen Umfeld. Für die Büchergilde Gutenberg gestaltet Hempel 1930 den Erzählband „Der Busch“ von B. Traven. Das war eine bedeutsame Arbeit. Traven war zu dieser Zeit als Autor für den Erfolg der Büchergilde außerordentlich wichtig.
Stilistisch hat Hempel sich von den frühen Anfängen bis zu seinem Spätwerk stark gewandelt. Befreit von den Zwängen der Auftragsarbeit fand er seine künstlerische Form, ohne die üblichen süßlich romantischen Anklänge des Sujets Scherenschnitt beizubehalten. Nach dem Zweiten Weltkrieg wurde seine Formensprache immer abstrakter. Zu dieser Zeit hatte er eine Festanstellung im Hamburger Arbeitsamt angenommen. Nebenberuflich blieb er weiterhin künstlerisch tätig. Seine Arbeiten wurden immer radikaler. Sie entsprachen nicht mehr dem Zeitgeschmack und waren nur schwer zu verkaufen. Trotzdem blieb er seinen künstlerischen Überzeugungen treu. Letztlich veranlasste aber ausgerechnet sein abstraktes Spätwerk 1992 das Museum für Kunst und Gewerbe, Hempels künstlerischen Nachlass in die grafische Sammlung aufzunehmen.
2012 veröffentlichte der SPD-nahe Verlag Vorwärts „Das vorwärts Liederbuch“ mit einem Scherenschnitt Georg Hempels auf dem Titel.

## Veröffentlichungen
- Artikel in Westermanns Monatsheften, Oktober 1921
- Buchtitel und Gestaltung von Georg Hempel für Verlag der Buch-Ein- und Verkaufsgenossenschaft Hammerbrook: Hamburger Jugendlieder, 1922
- Buchtitel und Gestaltung von Georg Hempel für Dat Nordwestdütsche Dürerhus, Bremen: Bodderlicker, sett di!, Hermann Claudius, 1924
- Ansichtskarte zum Internationalen Jugendtag in Amsterdam Pfingsten 1926
- Mappe mit acht Scherenschnitten für Verlag der Buch-Ein- und Verkaufsgenossenschaft Hammerbrook: Allerhand Lüd!, 1929
- Buchtitel und Gestaltung von Georg Hempel für die Büchergilde Gutenberg: Der Busch von B. Traven, 1930
- Buchtitel von Georg Hempel für den Donat Verlag: „Für Freundschaft, Solidarität und soziale Gerechtigkeit“ Luise Nordhold Biografie einer Sozialdemokratin 1917–2011 von Tim Jesgarzewski und Helmut Donat
- Buchtitel von Georg Hempel für den Verlag Vorwärts: „Das vorwärts Liederbuch“, 2012, ISBN 978-3-86602-907-1